# Савуляк Валерій Іванович
Савуляк Валерій Іванович (8 вересня 1948, село Михайлівці Мурованокуриловецького району Вінницької області) — український науковець, відомий вчений в галузях матеріалознавства і прикладної механіки, доктор технічних наук (2005), професор кафедри галузевого машинобудування Вінницького національного технічного університету, відмінник освіти України (2015).

## Життєпис
Валерій Іванович Савуляк народився 8 вересня 1948 року в селі Михайлівці Мурованокуриловецького району на Вінниччині. 1955-1966 рр. навчався в Михайловецькій середній школі. У 1971 р. із відзнакою закінчив Київський політехнічний інститут за спеціальністю «Технологія машинобудування, металорізальні верстати та інструменти» і отримав кваліфікацію інженера-механіка.

### Професійна діяльність
- У 1971-1981 рр. працював асистентом на кафедрі технології машинобудування Вінницької філії КПІ;

- У 1981 р. у Московському верстатоінструментальному інституті захистив кандидатську дисертацію за спеціальністю «Машини та процеси обробки металів різанням. Автоматичні лінії». З 1981 р. обіймав посаду старшого викладача, а з 1982 р. — доцента кафедри технології та автоматизації машинобудування Вінницького політехнічного інституту;

- З 1985-1994 рр. - заступник декана машинобудівного факультету;

- 1992-1997 рр. — декан факультету транспорту та машинобудування Вінницького державного технічного університету;

- 1997-1999 рр. — перший заступник декана факультет триботехніки, транспорту та машинобудування ВДТУ;

- 2000 р. — завідувач кафедри автомобілів та автомобільного господарства Вінницького державного технічного університету (ВДТУ);

- 2002 р. — завідувач кафедри технології підвищення зносостійкості ВДТУ;

- У 2003–2008 рр. працював на посадах професора, декана факультету автомобілів та їх ремонту і відновлення;

- У 2005 р. захистив докторську дисертацію на тему «Наукові засади формування на сплавах заліза композиційних металокарбідних шарів зі стабільними структурами та підвищеними триботехнічними характеристиками»;

- 2005-2018 рр. — завідувач кафедри технології підвищення зносостійкості ВНТУ;

- 2019-2020 рр. — заступник декана з наукової роботи та міжнародного співробітництва на громадських засадах;

- З 2018 і по теперішній час — професор кафедри галузевого машинобудування ВНТУ.

## Наукові ступені та вчені звання
1981 – присуджено науковий ступінь кандидата технічних наук;
1985 - присвоєно вчене звання доцента; 
2005 - присуджено науковий ступінь доктора технічних наук зі спеціальності "Матеріалознавство";
2005 - присвоєно вчене звання професора.

## Нагороди
2005 - нагороджений Почесною грамотою Вінницької обласної державної адміністрації та обласної Ради
2010 - нагороджений Почесною грамотою Міністерства освіти і науки України
2015 - нагороджено нагрудним знаком Міністерства освіти і науки України «Відмінник освіти».

## Наукові інтереси
- Матеріалознавство матеріалів та покриттів.
- Матеріалознавство в процесах зварювання та споріднених технологіях.
- Тертя та зношування в машинах.
- Проєктування технологій відновлення та зміцнення деталей і конструкцій.

## Наукова та викладацька діяльність
Валерій Іванович має понад 350 наукових та навчально-методичних праць, серед яких 6 монографій, 25 авторських свідоцтв та патентів, відкрив низку принципово нових процесів, пристроїв та математичних моделей процесів і матеріалів.
Професор Савуляк створив у ВНТУ наукову школу із дослідження матеріалознавства функціональних покриттів та їх застосування для зміцнення і відновлення на основі використання зварювання та споріднених технологій. На кафедрі створив науковий напрямок з розробки та впровадження технологій відновлення та підвищення зносостійкості на основі нових композиційних матеріалів та покриттів. За результатами досліджень під його керівництвом захищено 9 кандидатських дисертацій з технічних наук, 1 дисертація на здобуття доктора технічних наук здана в спеціалізовану вчену раду та 43 магістерських роботи. На кафедрі створено Центр зварювання, лабораторію наноматеріалів, лабораторію електронної мікроскопії і спектрального аналізу матеріалів.
Кафедра технології підвищення зносостійкості під керівництвом Валерія Савуляка отримала найвищий рівень акредитації. При ній створено центр зварювання та лабораторію електронної мікроскопії і спектрального аналізу матеріалів. 
Професор Савуляк викладає у ВНТУ дисципліни "Інформатика", «Вступ до фаху», «Триботехніка та основи надійності машин», «Експериментальні дослідження та випробування в інженерії поверхні», «Управління якістю в інженерії поверхні», «Методологія та організація наукових досліджень», керує курсовими та дипломними проєктуваннями, підготовкою магістерських робіт, аспірантами та докторантами.

## Громадська діяльність
Професор Савуляк є членом двох спеціалізованих учених рад із захисту дисертацій. Працює в Науково-методичній комісії з напряму «Зварювання» Міністерства освіти і науки України та є експертом наукової комісії МОН України за пріоритетним напрямом «Фізико-технічні проблеми матеріалознавства».

## Наукові праці

### Монографії
- Наплавлення високовуглецевих зносостійких покриттів : монографія / В. І. Савуляк, В. Й. Шенфельд ; ВНТУ. – Вінниця : ВНТУ, 2016. – 124 с. – ISBN 978-966-641-675-2

- Побудова та аналіз моделей металевих сплавів : монографія / В. І. Савуляк, А. О. Жуков, Г. О. Чорна. – Вінниця : УНІВЕРСУМ-Вінниця, 1999. – 200 с. – ISBN 966-7199-70-3

- Ремонт та локальне зміцнення рам транспортних машин [Електронний ресурс] : монографія / В. І. Савуляк, Д. В. Бакалець, В. В. Савуляк ; ВНТУ. – Електрон. текст. дані (8,9 Мб). – Вінниця : ВНТУ, 2019. – 1 електрон. опт. диск (CD-ROM). – ISBN 978-966-641-762-9.

- Синтез зносостійких композиційних матеріалів та поверхневих шарів з екзотермічних компонентів : монографія / В. І. Савуляк. – Вінниця : УНІВЕРСУМ-Вінниця, 2002. – 161 с. - ISBN 966-641-041-9.

- Технічне забезпечення збирання, перевезення та підготовки до переробки твердих побутових відходів : монографія / В. І. Савуляк, О. В. Березюк ; МОН України. – Вінниця : УНІВЕРСУМ-Вінниця, 2006. – 218 с. – ISBN 966-641-194-6.

### Навчальні посібники
- Вакуумно-конденсаційне напилювання покрить : навчальний посібник / О. П. Шиліна, В. І. Савуляк, А. Ю. Осадчук ; ВНТУ. – Вінниця : ВНТУ, 2006. – 96 с.

- Відновлення деталей машин : навчальний посібник. Ч. 1 / В. І. Савуляк, В. Т. Івацько ; ВНТУ. – Вінниця : ВНТУ, 2004. – 93 с.

- Зварювання. Вступ до фаху : навчальний посібник / В. І. Савуляк, С. А. Заболотний ; МОН України, ВНТУ. – Вінниця : ВНТУ, 2015. – 136 с. – ISBN 978-966-641-610-3

- Інформатика : навчальний посібник. Ч. 1 / В. І. Савуляк, Т. Ф. Архіпова ; МОН України; ВНТУ. – Вінниця : ВНТУ, 2007. – 144 с.

- Інформатика : навчальний посібник. Ч. 2 / В. І. Савуляк, Т. Ф. Архіпова ; ВНТУ. – Вінниця : ВНТУ, 2008. – 182 с.

- Магістерська кваліфікаційна робота. Загальні вимоги та рекомендації до виконання : навчальний посібник / В. І. Савуляк, О. П. Шиліна ; ВНТУ. – Вінниця : ВНТУ, 2016.

- Матеріалознавство : організація самостійної та практичної роботи : навчальний посібник / В. І. Савуляк, О. П. Шиліна, В. Й. Шенфельд ; ВНТУ. – Вінниця : ВНТУ, 2019. – 123 с.

- Методи та засоби дослідження складу, структури та властивостей матеріалів : навчальний посібник / В. І. Савуляк. – Вінниця : ВНТУ, 2021. – 76 с.

- Педагогічна практика. Організація та проходження практики здобувачами ступеня доктора філософії за спеціальностями «Матеріалознавство» та «Галузеве машинобудування» : навчальний посібник / Л. К. Поліщук, В. І. Савуляк, О. П. Шиліна – Вінниця : ВНТУ, 2021. – 43 с.

- Ручне електродугове зварювання : навчальний посібник / В. І. Савуляк, А. Ю. Осадчук ; ВНТУ. – Вінниця : ВНТУ, 2004. – 130 с.

- Технологія конструкційних матеріалів: організація самостійної та практичної роботи : навчальний посібник / О. П. Шиліна, В. І. Савуляк, В. Й. Шенфельд, О. Б. Янченко ; ВНТУ. – Електрон. текст. дані. – Вінниця : ВНТУ, 2020. – ISBN 978-966-641-801-5.